# Marisol Nichols
Marisol Nichols (Chicago, 2 de novembro de 1973) é uma atriz estadunidense, que possui ascendência mexicana parte materna, e húngara/romena por parte paterna. Ela é mais conhecida por interpretar Audrey Griswold no filme Vegas Vacation, ao lado de Chevy Chase, Beverly D'Angelo, Randy Quaid, Ethan Embry e Wayne Newton. Em 2015, ficou conhecida pelo grande público por interpretar a were-coyote "Corinne, the Desert Wolf" durante a quinta temporada da série de televisão "Teen Wolf (5.ª temporada)", exibida pela MTV.

## Biografia
Marisol Nichols nasceu no bairro de Rogers Park, na cidade de Chicago em Illinois, e cresceu na cidade de Naperville em Illinois, com sua mãe (estadunidense de ascendência mexicana) e seu padrasto Randy.  O seu pai biológico é descendente de húngaros judeus e de russos judeus. Ela é a primeira de três irmãos, tendo dois irmãos mais novos.

## Carreira de atriz
Ela fez várias participações na televisão e no cinema, como Bianca, namorada de Chris Halliwell do futuro e que rouba os poderes do mesmo, na série Charmed, namorada de Scott Valens em Cold Case, Liliana Morales no filme VovóZona 2 (2006), Karen Bettancourt em Blind Justice, uma paciente em Nip/Tuck, e uma universitária em Pânico 2.
Em 2015, ficou conhecida pelo grande público por interpretar a were-coyote "Corinne, the Desert Wolf", a mãe biológica da também were-coyote Malia Tate (interpretada por Shelley Hennig) durante a quinta temporada da série de televisão "Teen Wolf (5.ª temporada)", exibida pela MTV nos Estados Unidos.
Foi protagonista, junto com Mark-Paul Harry Gosselaar, do filme The Princess and the Marine, baseado na história verídica da verdadeira Princesa Meriam Al Khalifa do Barein que se apaixona por um soldado estadunidense.. 
Recentemente, ela estrelou a cancelada série In Justice e teve um papel regular em 24 Horas como Nadia e interpretou a capitã da polícia Angie Garza do filme Espiral - O Legado de Jogos Mortais. Desde 2016, tem um papel recorrente na série de televisão "Riverdale", da The CW dos Estados Unidos, interpretando a Hermione Lodge, mãe de uma das protagonistas da trama: a Veronica Lodge (interpretada por Camila Mendes).

## Casamentos e filha
Por volta de 1997, Nichols tornou-se membro da Igreja de Cientologia depois que ela foi apresentada a ela por seu quiroprático.
Em 18 de novembro de 1999, Marisol se casou pela primeira vez com o ilustrador italiano Andrea Sorrentino, que conheceu na Itália enquanto estava filmando o filme para teleivsão My Father's Shoes.
Em 13 de abril de 2008, Marisol Nichols se casou pela segunda vez com o diretor de fotografia e diretor sul-africano Taron Lexton de Johanesburgo. No dia 30 de setembro de 2008, Marisol deu á luz a filha primogênita do casal, que recebeu o nome de Rain India Lexton.
Marisol Nichols reside com a sua família na cidade de Los Angeles, localizada na Califórnia.
Em novembro de 2018, foi confirmado oficialmente que Marisol Nichols pediu o divórcio de Taron Lexton.

## Filmografia

### Cinema e curtas-metragens
| Ano  | Filme                           | Função                               | Notas                                   |
| ---- | ------------------------------- | ------------------------------------ | --------------------------------------- |
| 1997 | Vegas Vacation                  | Audrey Griswold                      |                                         |
| 1997 | Grito 2                         | Dawnie                               |                                         |
| 1997 | Friends 'Til the End            | Alison                               |                                         |
| 1998 | Can't Hardly Wait               | Groupie                              |                                         |
| 1998 | Jane Austen's Mafia             | Carla                                |                                         |
| 1999 | The Sex Monster                 | Lucia                                |                                         |
| 1999 | Bowfinger                       | Garota atriz na audição              |                                         |
| 2000 | The Princess and the Barrio Boy | Sirena Garcia                        |                                         |
| 2001 | A princesa e o fuzileiro naval  | Princesa Meriam Al Khalifa do Barein | Nomeada — ALMA Awards para Melhor Atriz |
| 2001 | Laud Weiner                     | Assistente de Laud                   |                                         |
| 2003 | The Road Home                   | Stephanie                            |                                         |
| 2004 | Homeland Security               | Agente Jane Fulbar                   |                                         |
| 2006 | Big Momma's House 2             | Liliana Morales                      |                                         |
| 2007 | Delta Farce                     | Maria                                |                                         |
| 2008 | Struck                          | Jamie                                | Filme curto                             |
| 2008 | Felon                           | Laura Porter                         |                                         |
| 2013 | O programa (SSR-7)              | Comandante Montgomery                | Filme curto                             |
| 2016 | Garotas perdidas                | Romina                               | Filme curto                             |
| 2018 | Cucuy: O bicho-papão            | Rebecca Martin                       |                                         |
| 2021 | Spiral: From The Book of Saw    | Capitão Angie Garza                  | Em pós-produção                         |

### Televisão
| Ano        | Título                                    | Personagem                                             | Notas |
| ---------- | ----------------------------------------- | ------------------------------------------------------ | --- |
| 1996       | My Guys                                   | Angela                                                 | Piloto de TV |
| 1996       | Due South                                 | Melissa                                                | Temporada 2; episódio 12: "Some Like It Red"                                                                                        |
| 1996       | Beverly Hills, 90210                      | Wendy Stevens                                          | Temporada 6; episódio trinta: "Ray of Hope"                                                                                         |
| 1997       | ER                                        | Angie                                                  | Temporada 3; episódio 15: "The Long Way Around"                                                                                     |
| 1997       | Diagnosis: Murder                         | Sally Tremont                                          | Temporada 5; episódio 3: "Malibu Fire"                                                                                              |
| 1998       | Cybill                                    | Balconista de Livraria                                 | Temporada 4; episódio 16: "Fine Is Not a Feeling"                                                                                   |
| 1999       | Odd Man Out                               | Lauren                                                 | Temporada 5; episódio 15: "The First Girlfriend's Club"                                                                             |
| 1999       | Boy Meets World                           | Kelly                                                  | Participação em 2 episódios: "A lua de mel acabou" (7ª temporada no episódio 9) "Cercas de Pickett" (7ª temporada no episódio 10)   |
| 2000       | Malcolm & Eddie                           | Kelly                                                  | Temporada 4; episódio 16: "Swooped"                                                                                                 |
| 2000- 2002 | Resurrection Blvd.                        | Victoria Santiago                                      | 53 episódios |
| 2002       | Alias                                     | Rebecca Martinez                                       | Temporada 2; episódio 4: "Dead Drop"                                                                                                |
| 2002       | The Twilight Zone                         | Sgt. Joanne Yarrow                                     | Temporada 1; episódio 18: "Hunted"                                                                                                  |
| 2003       | The division                              | Rochelle                                               | Temporada 3; episódio 4: "Murder.com"                                                                                               |
| 2003       | Friends                                   | Olivia                                                 | Temporada 9; episódio 19: " Aquele com o sonho de Rachel"                                                                           |
| 2003       | CSI: Crime Scene Investigation            | Jane                                                   | Temporada 4; episódio 2: "All for Our Country"                                                                                      |
| 2003       | Law & Order: Unidade de Vítimas Especiais | ADA Bettina Amador                                     | Temporada 5; episódio 3: "Mother"                                                                                                   |
| 2003       | Nip/Tuck                                  | Antonia Ramos                                          | Temporada 1; episódio 12: "Antonia Ramos"                                                                                           |
| 2003       | Charmed                                   | Fênix Bianca do futuro                                 | Temporada 6; episódio 10: "Chris-Crossed", o episódio sem estreia com a melhor classificaçNichols nasceu no bairro de ão de Charmed |
| 2004       | Caso arquivado                            | Elisa                                                  | 6 episódios |
| 2005       | Justiça Cega                              | DNichols nasceu no bairro de etetive Karen Bettancourt | 13 episódios |
| 2006       | In Justice                                | Sonya Quintano                                         | 12 episódios |
| 2007       | 24 Horas                                  | Nadia Yassir                                           | 24 episódios indicados - ALMA Awards para melhor atriz em filme ou minissérie Made for Television (2007, 2008)                      |
| 2009       | Life (NBC)                                | Whitney Paxman                                         | Temporada 2; episódio 20: "Initiative 38"                                                                                           |
| 2009       | A tempestade                              | Det. Devon Williams                                    | minissérie |
| 2010       | The Gates                                 | Sarah Monohan                                          | 13 episódios |
| 2010       | NCIS: Los Angeles                         | Tracy Keller                                           | Temporada 2; episódio 6: "Stand-off"                                                                                                |
| 2012       | GCB                                       | Heather Cruz                                           | Toda a única 1ª temporada; 10 episódios                                                                                             |
| 2012       | Private Practice                          | Lily Reilly                                            | Temporada 6; episódio 7: "The World According to Jake"                                                                              |
| 2014-2015  | NCIS                                      | Agente Especial da ATF Zoe Keats                       | Episódios: "Orientação dos pais sugerida", "O inimigo interno", "Nenhuma boa ação"                                                  |
| 2015-2016  | Teen Wolf                                 | Corinne / The Desert Wolf                              | Recorrente; 5ª temporada do projeto                                                                                                 |
| 2015- 2016 | Mentes Criminosas                         | Agente Natalie Colfax                                  | Temporada 11 nos episódios: "A Testemunha" e em "Um Distintivo e uma Arma"                                                          |
| 2017–2023  | Riverdale                                 | Hermione Lodge                                         | Papel principal; série da The CW dos Estados Unidos.                                                                                |

### Participações em vídeos musicais
| Ano  | Artista           | Canção                          | Notas                                     |
| ---- | ----------------- | ------------------------------- | ----------------------------------------- |
| 2011 | Kristin Chenoweth | "I Want Somebody (Bitch About)" | Dados da música; dirigido por Roman White |